# Нева (кинотеатр, Москва)
Кинотеатр Нева — кинотеатр в Москве, находящийся в районе Левобережный Северного административного округа адресу ул. Беломорская 16а и открытый в 1964 году, позднее реконструированный в районный центр «Место встречи Нева». С 30.06.2025 кинотеатр прекратил свою работу.

## История
Кинотеатр «Нева» был построен в 1964 году. До реконструкции в кинотеатре был один зал вместимостью 500 мест. Здесь также находился клуб и ресторан, оформленные в единой теме — история белого движения в России. 31 декабря 2013 года кинопоказ был прекращен.

## Реконструкция
Здание кинотеатра снесли в августе 2018 года. Обновленный районный центр был открыт ADG group 28 октября 2020 года. Проектом реконструкции предусмотрено создание технологического комплекса из четырех зрительных залов, на 57 человек каждый, в том числе запроектированы места для маломобильных граждан.
Новое здание сохранило прежнее название. Дополнительно был благоустроен сквер возле кинотеатра. Площадь благоустроенной территории составила 5,7 га.